# اتهام اشتباه تجاوز

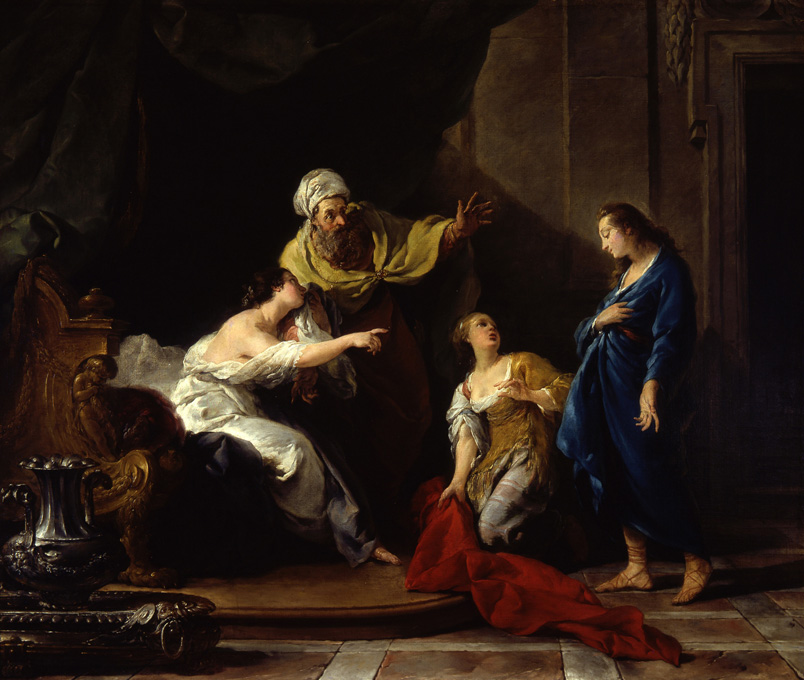
متهم شدن یوسف توسط همسر پوتیفار.

اتهام اشتباه تجاوز، به گزارش تجاوزی می‌گویند که در حقیقت تجاوز رخ نداده باشد. ارزیابی دقیق مشکل است اما توافق عمومی این است که در ۲ تا ۱۰ درصد از تهمت‌های تجاوز اگر بازرسی کامل انجام گیرد مشخص می‌شود هیچ جرمی رخ نداده است.

## تخمین شیوع

### مجله  Forensic Psychology (2017)
در مارس ۲۰۱۷ این مجله میزان شیوع اتهام اشتباه تجاوز را برای فاصله زمانی ۲۰۱۰-۲۰۰۶ در ایالات متحده بررسی کرد. بر پایه بررسی‌های انجام شده ۵٫۵۵٪ از اتهام‌ها بی‌پایه و اساس بود.